# پایه‌گذارخزنده‌واران
پایه‌گذارخزنده‌واران (نام علمی: Australerpeton) نام یک بالاخانواده از راسته بریده‌مهرگان است.